# Inigo Abarca de Boléa e Portugal
  Inigo Abarca de Boléa e Portugal   foi um escritor espanhol, fundou em 1553 o Convento de Santa Fé de religiosas em Saragoça. É autor de varias obras sobre religião.